# Classic NL
Ne doit pas être confondu avec Classic FM.
Classic NL (typographiée classicnl, anciennement Classic FM) est une station de radio musicale privée néerlandaise créée en 1994. Sa programmation musicale est consacrée à la musique classique. Le siège social et les studios de Classic NL sont situés à Amersfoort.

## Histoire
Fin janvier 1994, une redistribution des fréquences de diffusion FM a eu lieu. Un paquet de fréquences pouvait être distribué pour une radio jazz ou de musique classique. La préférence du ministère du Bien-être, de la Santé et de la Culture de l'époque était la station EuroJazz (plus tard appelée Jazz Radio), mais cette station ne pouvait pas se le permettre financièrement. La radio britannique Classic FM avait également fait une offre sur le bouquet de fréquences. Après négociation entre le ministère et les Britanniques, le bouquet a été attribué à Classic FM à la condition que 40% de jazz soit diffusé. Le 30 avril 1994, la version néerlandaise de Classic FM a été fondée et les émissions ont commencé.
En 1997, le juge a statué dans une affaire de distribution de fréquence en 1994, à la suite d'un acte d'accusation par Sky Radio et Radio 538. Une partie de la décision était que l'obligation pour Classic FM de jouer du jazz et de la musique classique a été abandonnée. Quelques instants plus tard, le groupe Sky Radio (en) a racheté la station et a laissé tomber la musique de jazz; depuis lors, seule la musique classique pouvait être entendue sur Classic FM. Cela s'est avéré très bon pour l'audience ; à partir de 1998, la station a gagné presque chaque mois plus d'auditeurs que la radio publique Radio 4.
Le 1er avril 2000, le concurrent en difficulté Concertradio a été incorporé, faisant dès lors de Classic FM la seule station de radio classique et privée aux Pays-Bas.
Lors de l'attribution des fréquences en mai 2003, le groupe Sky Radio, au nom de Classic FM, était le seul soumissionnaire pour le bouquet de fréquences de musique classique. Comme la société mère n'était autorisée à posséder que deux forfaits FM au total, Classic FM a été sacrifiée au profit de Sky Radio et Radio Veronica. Le paquet de musique classique est resté au départ indivis, seulement pour être attribué à Arrow 90.7 FM, plus tard la même année.
En 2009, le quinzième anniversaire a été célébré avec des émissions spéciales, un concert à guichets fermés au Concertgebouw d'Amsterdam et un CD spécial.
En 2013, plusieurs changements sont mis en place pour Classic FM, l'accent est alors davantage mis sur la parole. Grâce à une collaboration avec le journal De Telegraaf, l'émission du matin vient désormais de la rédaction. Et le soir il y a des soirées à thème spéciales. Comme At the Movies avec Bart van Leeuwen et un programme de voyage spécial. En avril, Michael Pilarczyk et Bart van Leeuwen commencent un programme sur Classic FM. Ils peuvent être entendus quotidiennement.
En novembre 2017, l'investisseur Ids Bakker de Bakker Oosterbeek Beheer a acquis la station de Telegraaf Media Group et a décidé d'arrêter la diffusion sur la fréquence DAB+ en raison du faible nombre d'auditeurs. Bakker Oosterbeek Beheer possède également des labels de musique classique et jazz sous le nom de Challenge Records et exploite des services de streaming de musique classique sous le nom de MeloMe.
Le 26 septembre 2019, la société à l'origine de la station de radio a annoncé qu'elle continuerait sous le nom de Classic NL à partir d'octobre 2019, en raison de la fréquence FM disparue depuis longtemps et de la création d'un lien plus fort avec la musique classique néerlandaise. Cela met également fin aux nombreuses années d'accord de licence avec la radio britannique Classic FM qui était en vigueur de 1994 à 2019. Elle peut depuis octobre 2019 être à nouveau entendue via DAB+.

## Identité visuelle

Logo de Classic FM (Pays-Bas) du 30 avril 1994 au 26 septembre 2019
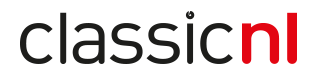
Logo de Classic NL depuis le 26 septembre 2019

## Diffusion
Classic NL peut notamment être capté en radiodiffusion numérique (DAB+) et sur Internet en flux.

### Note
1. ↑  À ne pas confondre avec la radio française Jazz Radio.